# Carlos del Coso
Carlos del Coso Iglesias (Madrid, 24 aprile 1933) è un ex hockeista su prato spagnolo.

## Palmarès
- Giochi olimpici

Roma 1960: bronzo.